# Cerurographa
Cerurographa là một chi bướm đêm thuộc họ Geometridae.